# Pomník padlým hrdinům (Vřesina, okres Ostrava-město)
Pomník padlým hrdinům (nazývaný také Památník obětem světových válek) je kuželová mohyla umístěná na nízkém železobetonovém podstavci, která se nachází na ulici Hřbitovní ve Vřesině v okrese Ostrava-město v Moravskoslezském kraji. Na pomníku jsou umístěny desky k uctění památky padlých občanů a vojáků z 1. a 2. světové války. Zajímavostí je také, že pomník je postaven z bludných balvanů nalezených v okolí. Blízké okolí pomníku je oploceno a za pomníkem je umístěn kříž.

## Historie pomníku
V protokolu z veřejné schůze zastupitelstva obce Vřesina ze dne 14. 11. 1920 se dočteme: „Obecní zastupitelstvo schvaluje zřízení pomníku padlým vojínům a zároveň volí 4 členy obecního výboru, kteří berou věc na vědomí, že budou pracovat a starat se o zřízení tohoto pomníku. Zvoleni jsou František Dedek, Josef Neuwirth, Jan Bárta č. 96 a Filip Vilhelm. Zastupitelstvo usnáší se, aby při tanečních zábavách a svatbách byl vybírán příspěvek pro zřízení tohoto pomníku.“
Mohyla ve tvaru pyramidy z menších bludných balvanů, které sem při poslední době ledové dopravil ledovec, byla v roce 1923 postavena 15 vřesinským mužům, kteří zahynuli na bojištích 1. světové války.
Další rekonstrukcí prošel pomník v padesátých letech 20. století, kdy byla deska pomníku doplněna osmi jmény vřesinských občanů, kteří zahynuli během okupace, při osvobozování obce nebo zemřeli na následky svých zranění, včetně údaje o počtu 23 vojáků sovětské armády, kteří padli při osvobozování obce ve dnech 26. – 30. dubna 1945.
V sedmdesátých létech 20. století byl pomník znovu upraven do současné podoby na které se podílel akademický sochař Evžen Scholler z Vřesiny.
Nedaleko pomníku je také umístěna informační tabule.

## Bludné balvany umístěné v pomníku
Kontinentální ledovec přinesl při předposlední době ledové do Vřesiny a jejího okolí naplavené nánosy písku, štěrku, menších i větších kamenů a dokonce také pazourků (souhrnně tzv. souvky). V těchto nánosech  se nacházejí také bludné balvany z hornin severského původu, dopravené ledovcem z Fenoskandinávie a oblastí kolem Baltského moře.

## Galerie

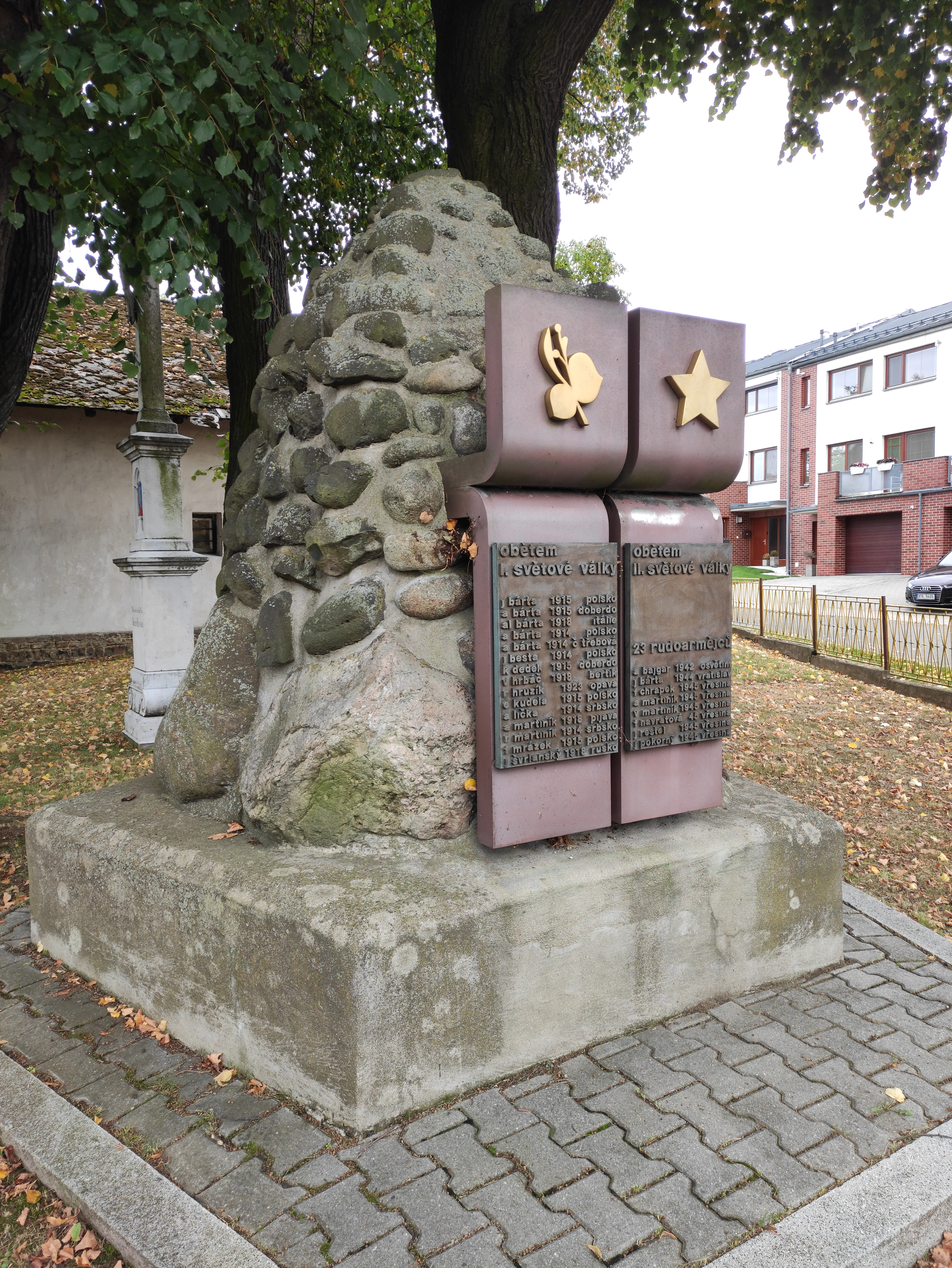
Šikmý pohled na pomník
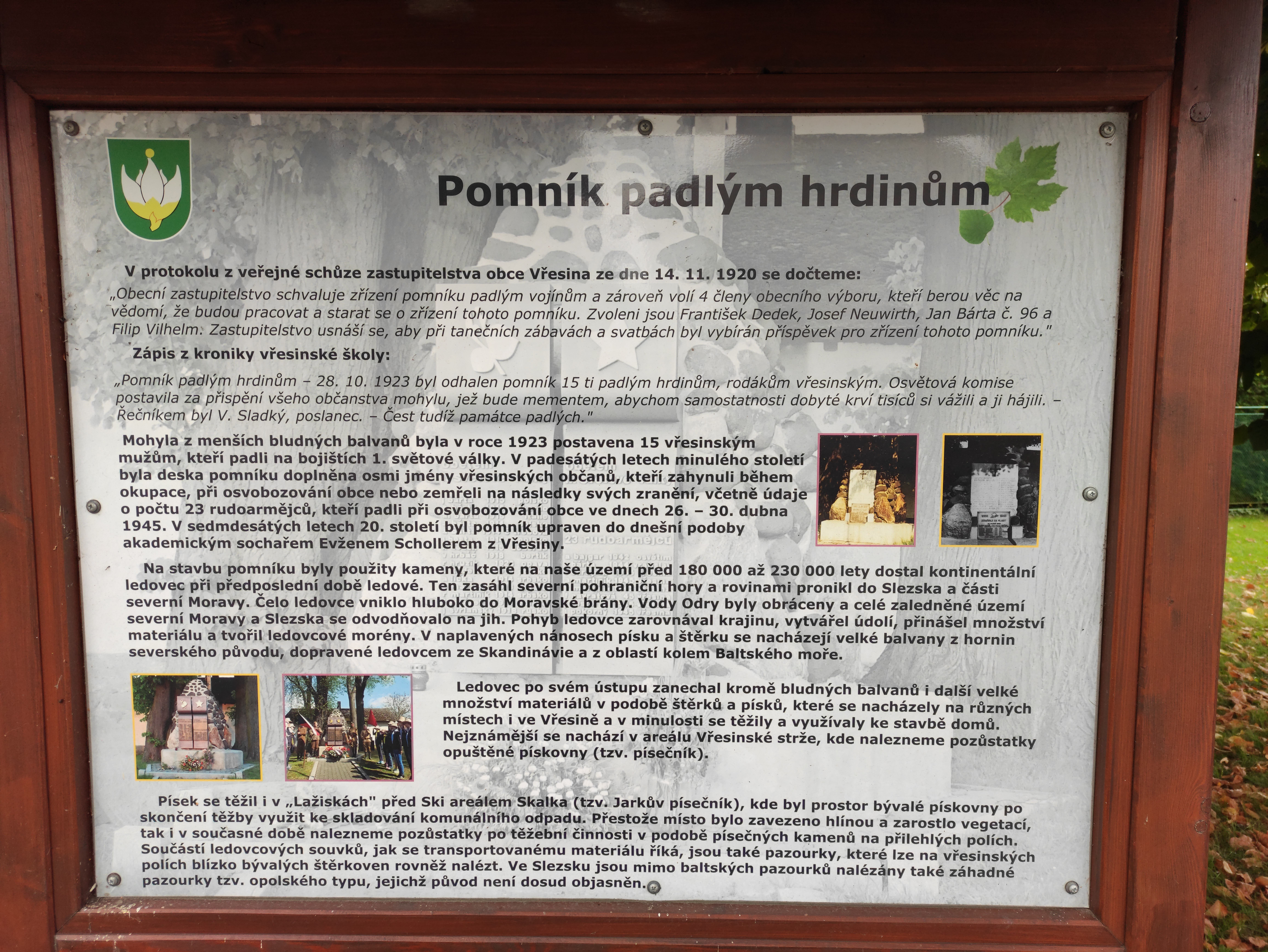
Informační tabule nedaleko pomníku